# Srednje Bitnje
Srednje Bitnje – wieś w Słowenii, w gminie miejskiej Kranj. W 2018 roku liczyła 588 mieszkańców. 